# Nuncjatura Apostolska w Kenii
Nuncjatura Apostolska w Kenii – misja dyplomatyczna Stolicy Apostolskiej w Republice Kenii. Siedziba nuncjusza apostolskiego mieści się w Nairobi.
Nuncjusze apostolscy w Kenii są również akredytowani w Republice Sudanu Południowego oraz są Stałymi Przedstawicielami Stolicy Apostolskiej przy Programie Narodów Zjednoczonych ds. Osiedli Ludzkich.

## Historia

### Kenia
11 stycznia 1930 papież Pius XI utworzył Delegaturę Apostolską Misji Afrykańskich. Dwukrotnie zmieniała ona nazwę: w 1946 na Delegatura Apostolska w Brytyjskiej Afryce Wschodniej i Zachodniej, a 3 października 1959 na Delegatura Apostolska Wschodniej Afryki. Została ona zlikwidowana przez Pawła VI w 1971.
We wrześniu 1965 papież Paweł VI utworzył Nuncjaturę Apostolską w Kenii.
Nuncjusze apostolscy w Kenii był równocześnie pronuncjuszami apostolskimi w Ugandzie (1965 - 1966), Tanzanii (1968 - 1970) oraz na Seszelach (1985 - 1994).

### Sudan Południowy
1 maja 2013 papież Franciszek utworzył Nuncjaturę Apostolską w Sudanie Południowym. Wszyscy przedstawiciele papiescy w tym państwie byli nuncjuszami apostolskimi w Kenii.

### UN-HABITAT
W 1997 papież św. Jan Paweł II utworzył Stałe Przedstawicielstwo Stolicy Apostolskiej przy Programie Narodów Zjednoczonych ds. Osiedli Ludzkich. Wszyscy przedstawiciele papiescy przy UN-HABITAT byli nuncjuszami apostolskimi w Kenii.

## Przedstawiciele papiescy

### Delegaci apostolscy (1930 - 1971)
- abp Arthur Hinsley (1930 - 1934) Anglik
- abp Antonio Riberi (1934 - 1945) Monakijczyk
- abp David Mathew (1946 - 1953) Anglik
- abp James Robert Knox (1953 - 1957) Australijczyk
- ks. Gastone Mojaisky-Perrelli (1957 - 1959) Włoch
- abp Guido del Mestri (1959 - 1967) Włoch
- abp Pierluigi Sartorelli (1967 - 1971) Włoch